# Expressway 32 (Südkorea)
Der Expressway 32, auch als Asan–Cheongju Expressway (kor. 아산 청주 고속도로) bekannt, ist eine Schnellstraße in Südkorea. Die Autobahn ist eine Ost-West-Verbindung im Westen des Landes zwischen Asan und Cheongju. Die geplante Länge beträgt 49 Kilometer.

## Straßenbeschreibung
Die Autobahn verläuft im Norden von Asan entlang in der Nähe der Stadt Cheonan. Sie verläuft dann gemeinsam mit dem Expressway 1 zusammen und endet dann in der Nähe von Ochang nördlich von Cheongju auf dem Expressway 35.

## Geschichte
Der Abschnitt, der mit dem Expressway 1 zwischen Cheonan und Oksan doppelt nummeriert ist, wurde am 12. Mai 1969 für den Verkehr geöffnet. Am 5. November 2013 wurde die Nummer Expressway 32 vergeben. Der Name der Autobahn wurde am 27. März 2015 bekannt gegeben.
Im Dezember 2015 begann der Bau der Autobahn zwischen Expressway 1 (Oksan) und Expressway 35 (Ochang). Dieser Teil ist zwölf Kilometer lang und wurde am 14. Januar 2018 eröffnet.

## Eröffnungsdaten der Autobahn
| von   | nach   | Länge | Datum      |
| ----- | ------ | ----- | ---------- |
| Oksan | Ochang | 12 km | 14.01.2018 |

## Zukunft
Im Mai 2016 begann der Bau des westlichen Teils zwischen West Asan und Cheonan. Dieser Teil wird im Dezember 2022 eröffnet. Mehr als die Hälfte der Strecke führt mit dem Expressway 1 zwischen Cheonan und Oksan zusammen.